# The Caribbean Mystery
The Caribbean Mystery est un film noir américain réalisé par Robert D. Webb, sorti en 1945.

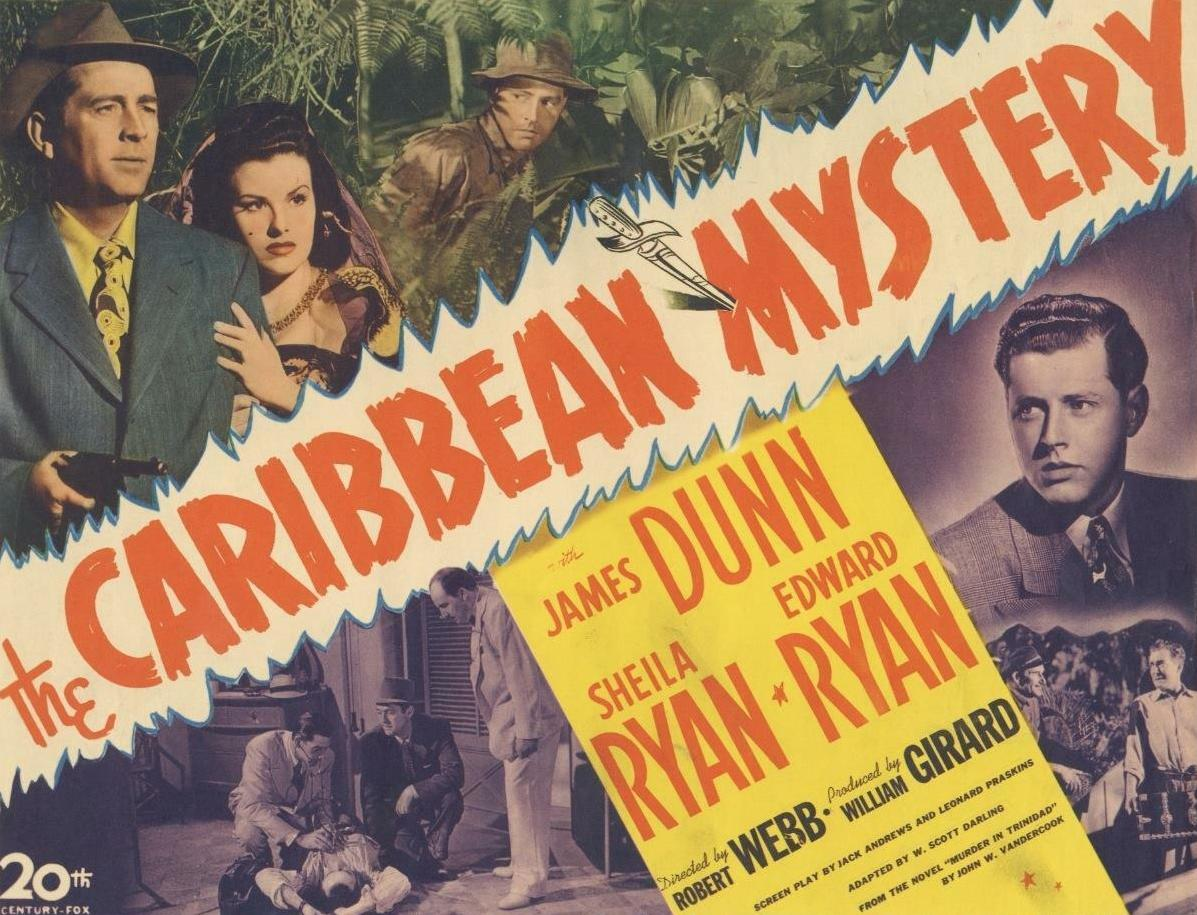
Carte promotionnelle du film.

C'est la troisième adaptation à l'écran du roman Murder in Trinidad de John W. Vandercook,.

## Fiche technique
- Réalisation : Robert D. Webb
- Scénario : Jack Andrews, Leonard Praskins d'après le roman Murder in Trinidad de John W. Vandercook adapté par Scott Darling
- Producteur : 	William Girard
- Photographie : Clyde De Vinna
- Montage : John W. McCafferty
- Musique : David Buttolph
- Production : 20th Century Fox
- Durée : 65 minutes
- Date de sortie : juin 1945

## Distribution
- James Dunn : Mr. Smith
- Sheila Ryan : Mrs. Jean Gilbert

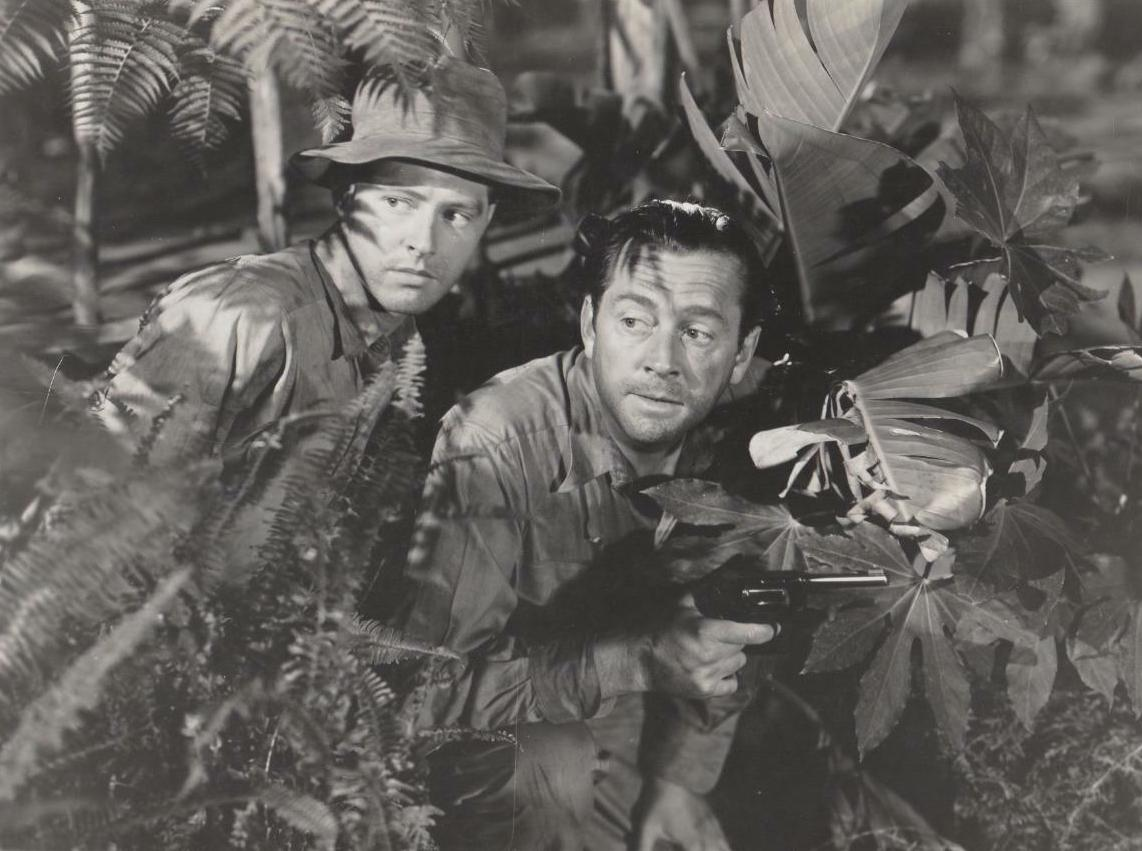
Edward Ryan et James Dunn dans une scène du film.

- Edward Ryan : Gerald McCracken Jr.
- Jackie Paley : Linda Lane
- Reed Hadley : Dr. Rene Marcel
- Roy Roberts : Capt. Van den Bark
- Richard Shaw : Lt. Bowman Hall
- Daral Hudson : Hartshorn
- William Forrest : Col. Lane
- Roy Gordon : Gov. Gerald McCracken Sr.
- Virginia Walker : Adelaide Marcel

## Production
Le tournage a eu lieu entre mi-janvier et mi-février 1945.